# Bill Hamid
 Bill Hamid  (Annandale, Virginia, Estados Unidos, 25 de noviembre de 1990) es un futbolista estadounidense que juega de portero en el Miami FC de la United Soccer League de Estados Unidos.

## Trayectoria

### Profesional
Bill "Pele" Hamid hizo historia el 2 de septiembre de 2009 cuando se convirtió en el primer jugador de la academia del D. C. United en firmar contrato con el equipo profesional. Antes de firmar con el D. C. United, se rumoreó que iba a ser traspasado al Celtic de Escocia, hasta que problemas con la solicitud del permiso de trabajo terminaron con la transacción.
Debutó como profesional el 5 de mayo de 2010 en un partido contra los Kansas City Wizards. Tras ganar ese partido, Hamid se convirtió en el portero más joven en la historia de la MLS, con 19 años y 161 días, en ganar un partido de temporada regular, superando el récord anterior de Tim Howard por cuatro días. Hamid fue titular en 28 de los 34 partidos del D. C. United en la temporada 2011.
Luego de concluida la temporada regular, Hamid viajó a Inglaterra el 29 de octubre de 2011 para someterse a un período de prueba de 10 días en el club West Bromwich Albion de la Premier League. Su plan inicial era quedarse en el club hasta el 7 de noviembre, pero tuvo que irse antes ya que fue convocado para los partidos amistosos de la selección nacional de Estados Unidos contra Francia y Eslovenia el 11 y 15 de noviembre respectivamente.

## Récord
En el 2010, Hamid se convirtió en el arquero más joven de la historia de la MLS en ganar un partido de Liga el 5 de mayo frente a Kansas City con una victoria de 2-1 en el Estadio RFK, rompiendo el récord del exarquero de New York - y compañero de selección - Tim Howard.[cita requerida]

## Selección nacional

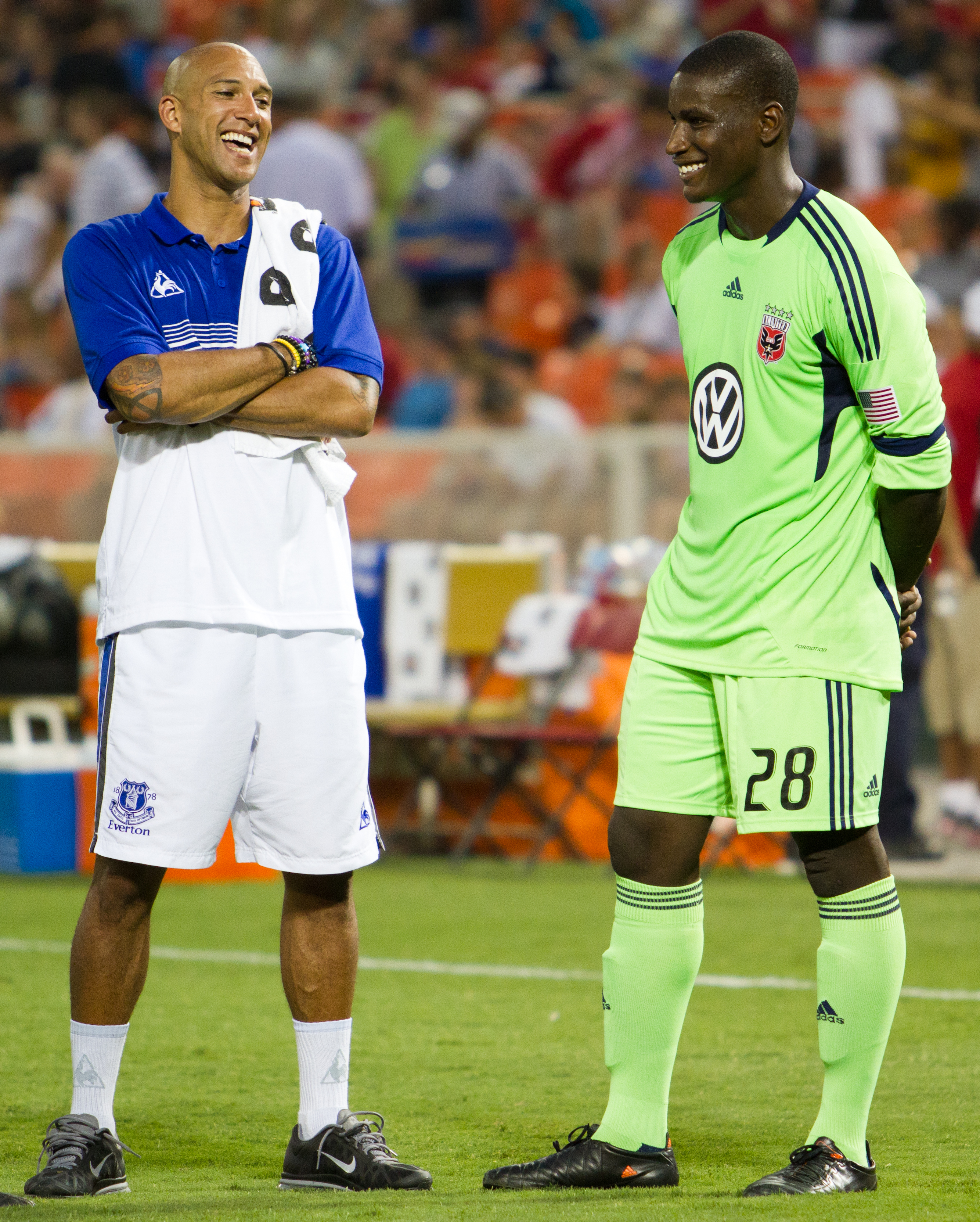
Hamid habla con Tim Howard, portero del Everton F.C. y la selección nacional de antes de un amistoso internacional el 23 de julio de 2011 en el RFK Stadium

Hamid ha entrenado con la selección sub-18, la selección sub-20 y la selección mayor de los Estados Unidos, pero no ha jugado ningún partido.
El 4 de agosto de 2011, Hamid fue convocado a la selección para un partido amistoso contra México. Luego de haber sido llamado en forma regular a la selección mayor, Hamid finalmente debutó con el equipo en la victoria 1-0 sobre Venezuela el 21 de enero de 2012.
El 6 de enero de 2012, Bill Hamid fue llamado por el entrenador de la selección estadounidense sub-23, Caleb Porter, al campamento del mes enero en preparación para el torneo preolímpico de la CONCACAF. El 12 de marzo de 2012, Hamid fue llamado nuevamente a la selección sub-23, esta vez al grupo preliminar de 19 jugadores que conformaría el equipo que enfrentará las eliminatorias de la CONCACAF para las Olimpiadas en Londres.
El 27 de junio de 2013 fue incluido en la lista final de 23 jugadores que representaron a Estados Unidos en la Copa de Oro de la Concacaf de ese año.

## Clubes
| Club                  | País           | Año       |
| --------------------- | -------------- | --------- |
| D. C. United          | Estados Unidos | 2009-2017 |
| F. C. Midtjylland     | Dinamarca      | 2018-2020 |
| D. C. United (cesión) | Estados Unidos | 2018-2019 |
| D. C. United          | Estados Unidos | 2020-     |

## Palmarés

### Campeonatos nacionales
| Título                   | Club         | País           | Año  |
| ------------------------ | ------------ | -------------- | ---- |
| Lamar Hunt U.S. Open Cup | D. C. United | Estados Unidos | 2013 |

### Distinciones individuales
| Distinción                                | Año  |
| ----------------------------------------- | ---- |
| MLS Best XI                               | 2014 |
| Portero del año de la Major League Soccer | 2014 |